# لؤي حسين
لؤي حسين (1960 - 10 مارس 2022) هو كاتبٌ وسياسيٌ سوريٌ مُعارض، وهو أيضًا رئيس تيار بناء الدولة السورية ومؤسس دار بترا للنشر والتوزيع، والتي تتخصص بنشر الكتب الفكرية والسياسية. كان قد اعتُقل عدة مراتٍ، كما شارك في تأسيس «رابطة العقلانيين العرب». يُذكر أنه نشر عددًا من المؤلفات الفكرية والسياسية.

## حياته
ولد لؤي حسين في دمشق عام 1960 م، وتدرج في مدارسها إلى أن انتسب إلى قسم الفلسفة في جامعة دمشق. منعته الضغوط الأمنية من إكمال دراسته، حيث اعتُقل وهو طالبٌ جامعيٌ في السنة الرابعة في صيف عام 1984 م؛ وذلك على خلفيّة نشاطه السياسي وانتماءه لحزب العمل الشيوعي المُعارض، علمًا أنه انسحب منه فيما بعد، وكان قد سُجن لمدة سبع سنواتٍ دون محاكمة، وأطلق سراحه عام 1991 م.
تعرض بعد اعتقاله لتعذيبٍ شديد، وقد وثّق بعضه في كتابه «الفقد» الذي صدر في لبنان عام 2006 م. استمرت المضايقات الأمنية له بعد إطلاق سراحه، حيث استُدعي مرارًا إلى مراكز أمنية، واحتاج طيلة فترة تسعينات القرن العشرين إلى العديد من المراجعات الأمنية للحصول على جواز سفر مدته عام واحد فقط. تزوج بعد إطلاق سراحه، لكن زوجته مُنعت من العمل في مؤسسات الدولة حتى عام 2005 م؛ وذلك لحاجتها لموافقة الجهات الأمنية التي كانت ترفض السماح بتوظيفها. واستمرت الضغوطات تطال عائلته بسبب مواقفه، ففي عام 2008 تعرضت زوجته لمضايقاتٍ في عملها الوظيفي، بلغت حد استدعائها إلى أحد الفروع الأمنية، كما نُقلت بشكل تعسفيٍ ومن دون ذكر الأسباب من مكان عملها القريب من سكنها إلى مكان آخر بعيد، ومن ثم إعادتها إلى مكانٍ أقرب.
نشر العديد من المقالات في الصحافة اللبنانية، كما أسس «دار بترا للدراسات والنشر». وأدّى عمله في المجالين إلى تعرّضه للمزيد من التضييق والضغط الأمني. ففي عام 2004 م، وعلى إثر نشره قصة قصيرة في جريدة النهار اللبنانية بعنوان «السلّم» يعرض فيها أحد أيام التعذيب التي تعرض لها، استُدعي لفرعٍ أمنيٍ للتحقيق معه حول سبب نشره المقالة وسبب طلبه جواز سفر، وبعد ذلك الاستدعاءنشر مقالة أخرى في نفس الجريدة بعنوان «لعنة جواز السفر» يحكي فيها عن هذا الاستدعاء.
وفي العام نفسه صدر عن أحد أجهزة المخابرات أمر بمنعه من الكتابة، وعدلت السلطات عن هذا القرار بشكلٍ شفويٍ بعد حملة واسعة قامت بها منظمات حقوقية محلية إضافة لمراسلين بلا حدود للدفاع عن حقه في الكتابة. كما استُدعي إلى جهات أمنية عدة مرات بسبب إعداده ونشره كتاب «حوارات في الوطنية السورية» وكتاب «الاختيار الديموقراطي في سوريا»، ومنع الكتابان من النشر، فاضطر إلى نشرهما في لبنان. سُمح له لا حقٍا بنشر كتاب حوارات في الوطنية السورية عام 2005، وبقي كتاب الاختيار الديموقراطي في سوريا ممنوعًا حتى الآن.
في عام 2006 مُنع من السفر وأُعيد عن الحدود السورية اللبنانية، واستمر هذا المنع عامًا ونصف. كما مُنع عمومُا من المشاركة بأي برامج تلفزيونية محلية سواءً عبر القنوات الحكومية السورية أم القنوات العربية الموالية للحكومة السورية والتي تعمل داخل سوريا.
اعتقل في 22 مارس/آذار 2011 م؛ وذلك بعد أن طرح بيانًا للتضامن مع أهالي درعا وجميع السوريين في الحق بالتظاهر السلمي وحرية التعبير. استمر في نشاطه المعارض بعد إطلاق سراحه وكان أحد منظمي مؤتمر سميراميس للمعارضة.
شارك مع عددٍ من المثقفين السوريين والعرب في تأسيس «رابطة العقلانيين العرب»، كما نشر العديد من إصداراتها. نظم عددًا من المؤتمرات واللقاءات، ودعى لأول مؤتمرٍ علنيٍ للمعارضة في سوريا تحت اسم «اللقاء التشاوري الأول» لدعم الانتفاضة في سوريا. كما أسس مع بضعة نشطاء سوريين مستقلين «تيار بناء الدولة السورية» الذي أعلن عن إطلاقه في دمشق بتاريخ 13 سبتمبر/أيلول 2011 م.

## مؤلفاته
نشر لؤي حسين عددًا من المؤلفاته، ومنها:
- «حوارات في الوطنية السورية» عام 2003 عن دار الفرات للنشر والتوزيع.
- «الاختيار الديمقراطي في سوريا»: حوار لؤي حسين مع برهان غليون. صدر عام 2004 عن دار بترا للطباعة والنشر والتوزيع.
- «الفقد (حكايات من ذاكرة متخيلة لسجين حقيقي)» عام 2006 عن دار بترا للطباعة والنشر والتوزيع.
- «العلمانية في المشرق العربي» عام 2007.[5]
- «في النخبة والشعب»: حوار لؤي حسين مع برهان غليون. صدر عام 2010 عن دار بترا للطباعة والنشر والتوزيع.

## وفاته
توفي في أحد مشافي مدريد بإسبانيا بتاريخ 10 مارس/آذار 2022 ميلاديًا الموافق 7 شعبان 1443 هجريًا، عن عمرٍ ناهز 62 عامًا؛ وذلك بعد تدهور حالته الصحية جراء معاناته مع مرض عضال تضاعف مؤخرًا إلى أن أودى بحياته.